# Ольховец (Лебедянский район)
Ольховец — село Лебедянского района Липецкой области. До XIX века именовалось через "А", Альховец.

## Территориальное деление
В разные периоды времени село имело разное подчинение и входило в состав разных губерний.
С 1719 по 1721 г. - Русское царство, Азовская губерния, Елецкая провинция;

с 1721 по 1725 г. - Российская Империя, Азовская губерния, Елецкая провинция;

с 1725 по 1779 г. - Российская Империя, Воронежская губерния, Елецкая провинция;

с 1779 по 1796 г. - Российская Империя, Тамбовское наместничество, Лебедянский уезд;

с 1796 по 1917 г. - Российская Империя, Тамбовская губерния, Лебедянский уезд;

с 1922 по 1924 г. - СССР, РСФСР, Тамбовская губерния, Лебедянский уезд;

с 1924 по 1928 г. - СССР, РСФСР, Тамбовская губерния, Липецкий уезд
(До 1926 г. в составе Тамбовской губернии, 11 февраля 1924 года постановлением ВЦИК Лебедянский уезд был упразднён, а Лебедянь вошла в состав Липецкого уезда;

с 14 мая 1928 г по 1930 г. - СССР, РСФСР, Центрально-Чернозёмная область (ЦЧО), Елецкий округ, Лебедянский район;

с 1930 по 1934 г. - СССР, РСФСР, Центрально-Чернозёмная область, Лебедянский район;

с 13 июня 1934 по 26 сентября 1937 г. - СССР, РСФСР, Воронежская область, Лебедянский район;

с 27 сентября 1937 по 5 января 1954 г. - СССР, РСФСР, Рязанская область, Лебедянский район;

с 1954 по 1963 г. - СССР, РСФСР, Липецкая область, Лебедянский район;

с 1991 г. - Российская Федерация, Липецкая область, Лебедянский район.

## Описание
Ольховец расположен на левом берегу реки Дон.
Село расположено севернее Лебедяни, в 16 км от центра города в сторону Данкова.
По документам о существовании Альховца уже известно в 1627 года. Но поселение возникло раньше.
Предположительно название дано по ольховым кустам, которые тут росли (в настоящее время ольха в окрестностях Ольховца практически не встречается).
В Ольховце находится заброшенные территории молочно-товарная ферма, крупный свинокомплекс. В центре села на месте взорванной церкви стоит памятник погибшим в Великой Отечественной войне. Кирпич разрушенной церкви пошёл на постройку двухэтажной школы в Ольховце, насыпи для возведения каменного моста через Дон и Лебедянского районного дома культуры.
Ольховский дом культуры и библиотека расположены в здании земской школы.
В Ольховце есть старое кладбище, на левом берегу Дона. Поселок Тихий Дон, находится на правом берегу, с которым Ольховец связан мостом.
В селе родился Герой Советского Союза Александр Первушин.

## Население
| 2010 |
| ---- |
| 949  |